# Jean Kickx

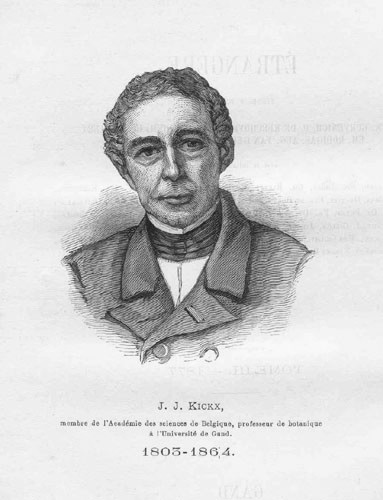
Jean Kickx

Jean Kickx (* 17. Januar 1803 in Brüssel, Frankreich; † 1. September 1864 ebenda, Belgien) war ein belgischer Botaniker. Sein offizielles botanisches Autorenkürzel lautet „J.Kickx f.“
Jean Kickx war der Sohn von Jean Kickx senior und Jeanne-Catherine Van Merstraeten. Er studierte Naturwissenschaften an der Universität Löwen, wo er im Jahr 1830 mit einem Doktordiplom in Pharmazie abschloss. Er übernahm zunächst die Apotheke seines Vaters, arbeitete dann in verschiedenen medizinischen Institutionen in Brüssel, um 1834 eine Professur für Botanik und Mineralogie in Brüssel anzutreten. Nach nur einem Jahr folgte er einem Ruf an die Universität Gent, wo er bis zu seinem Tod im Jahr 1864 blieb. Seit den 1840er Jahren erforschte er die Kryptogamenflora des nordwestlichen Belgien und begann das Werk Flore cryptogamique des Flandres, das von seinem Sohn Jean Jacques Kickx vollendet und 1867 veröffentlicht wurde.
Im Dezember 1836 wurde er korrespondierendes und im Dezember 1837 volles Mitglied der Académie royale des Sciences, des Lettres et des Beaux-Arts de Belgique.